# Deutsche Pétanque-Meisterschaften
Die Deutschen Pétanque-Meisterschaften fanden erstmals im Jahr 1977 statt. Es werden nach dem Terminkalender der DPV-Veranstaltungen 22 unterschiedliche Pétanque-Wettbewerbe ausgetragen.

## Geschichte
Der Deutsche Pétanque-Verband wurde 1984 gegründet. Deutsche Pétanque-Meisterschaften fanden erstmals im Jahr 1977 in Bad Godesberg statt. Ursprünglich war geplant, dass der Sieger zur Pétanque-Weltmeisterschaft nach Luxemburg fährt. Nach Ende der Meisterschaft einigte man sich allerdings auf ein gemeinsames Team für die Weltmeisterschaft. Seitdem nehmen deutsche Mannschaften als Teams des Deutschen Pétanque-Verbands an Weltmeisterschaften teil.

## Altersgruppen
Es gibt Meisterschaften für folgende Altersgruppen:
- Minimes (11 Jahre und jünger)
- Cadets (12–14 Jahre)
- Juniors (15–17 Jahre)
- Espoirs[2] (18–22 Jahre)
- Veteranen/Ü55 (älter als 55 Jahre)

Für den Wechsel in die nächste Gruppe gilt das Geburtsjahr. Für alle Altersgruppen, außer den Ü55, gilt, dass grundsätzlich auch jüngere Spieler am Wettbewerb teilnehmen dürfen. Alle Altersgruppen sind internationale Bezeichnungen. Die internationale bzw. französische Bezeichnung Veteran wurde nach Diskussion für Deutschland verworfen, da nach Ansicht vieler Diskutanten der Begriff in Deutschland anders besetzt ist als zum Beispiel in Frankreich. Die Jahrgänge der Altersgruppe Veteran variieren in den verschiedenen Ländern, in denen besondere Meisterschaften ausgetragen werden.

## Wettbewerbsformen
Grundsätzlich wird zwischen Wettbewerben in Formationen, Mannschaftswettbewerben und Präzisionsschießen (Tir de précision) unterschieden.

### Formationen
Im Pétanque wird in folgenden Formationen gespielt:
- Triplette (Dreier-Team)
- Doublette (Zweier-Team)
- Tête à tête (Einzel)
- Doublette Mixte (Eine Frau und ein Mann)

Bei deutschen Meisterschaften in Formationen dürfen anders als bei Welt- und Europameisterschaften und Mannschaftswettbewerben kein Spieler ausgewechselt werden.

### Präzisionsschießen
Beim Präzisionsschießen wird aus Entfernungen von 6, 7, 8 und 9 Metern auf fünf verschiedene Anordnungen von Kugeln geschossen.

### Mannschaftswettbewerbe
Mannschaften bestehen aus mehreren Formationen.

## Teilnehmer, Qualifikation, Modus
An den DM im Triplette, Doublette, Tête á tête und Doublette mixte nehmen je 128 Teams, bei den DM Frauen und DM 55+ nehmen 64 Teams teil.
Bei den deutschen Jugend-Meisterschaften können alle Jugendlichen mit einer DPV-Lizenz teilnehmen.
Die Mannschaften qualifizieren sich bei Veranstaltungen der Landesfachverbände. Es können sich Spieler verschiedener Landesverbände zu einer Formation zusammenfinden. Sie müssen dann in einem der Landesverbände spielen, in denen die Team-Mitglieder Mitglied sind. Gehören bei einem Triplette zwei Mitglieder einem Landesverband an, müssen sie in diesem spielen. Auch Sportler, die nicht die deutsche Staatsbürgerschaft haben, können an den deutschen Meisterschaften teilnehmen, wenn sie ein DPV-Lizenz (und keine eines anderen nationalen Pétanque-Verbandes) haben.
Die Anzahl der Mannschaften, die ein Landesverband entsenden kann, richtet sich je zur Hälfte nach deren Größe und dem Erfolg des jeweiligen Landesverbandes bei der letzten DM.
In der ersten DM Runde wird zunächst ein Poule gespielt, dann folgen KO-Runden. Die im Poule ausgeschiedenen Mannschaften können an der B-Meisterschaft (fr.: Consolante; Trostrunde) teilnehmen.
Die Meisterschaften finden an unterschiedlichen Orten und zu unterschiedlichen Terminen statt. Es werden auch Meisterschaften zusammengelegt, so findet die DM im Tête à tête und im Präzisionsschießen zur gleichen Zeit und am gleichen Ort statt.

## Wettbewerbe
In der Boule-Spielsportart Pétanque spielen Sportler unterschiedlichen Alters und Geschlechts in verschiedenen Wettbewerbsformen gegeneinander. Bei den deutschen Meisterschaften der Senioren, Frauen, Espoirs, Juniors, Cadets und Minimes sind Spieler mit einer gültigen Lizenz des DPV startberechtigt.

### Männer und Frauen
An den deutschen Meisterschaften für Senioren (Seniors) können Sportler ab 18 Jahren ohne Einschränkungen teilnehmen. Juniors und Cadets können teilnehmen, wenn eine altersgerechte Betreuung durch deren Landesverband sichergestellt ist.
Mit Ausnahme der DM Frauen und Doublette mixte, können an allen Wettbewerben sowohl Frauen, Herren als auch Mixte Teams teilnehmen.
Die Mixte-Meisterschaften werden in Deutschland in der Formation Doublette seit 1996 ausgetragen.
Die Frauen Meisterschaften gibt es seit 2003 in der Formation Doublette, seit 2006 in der Formation Triplette.

#### Erfolgreiche Sportler

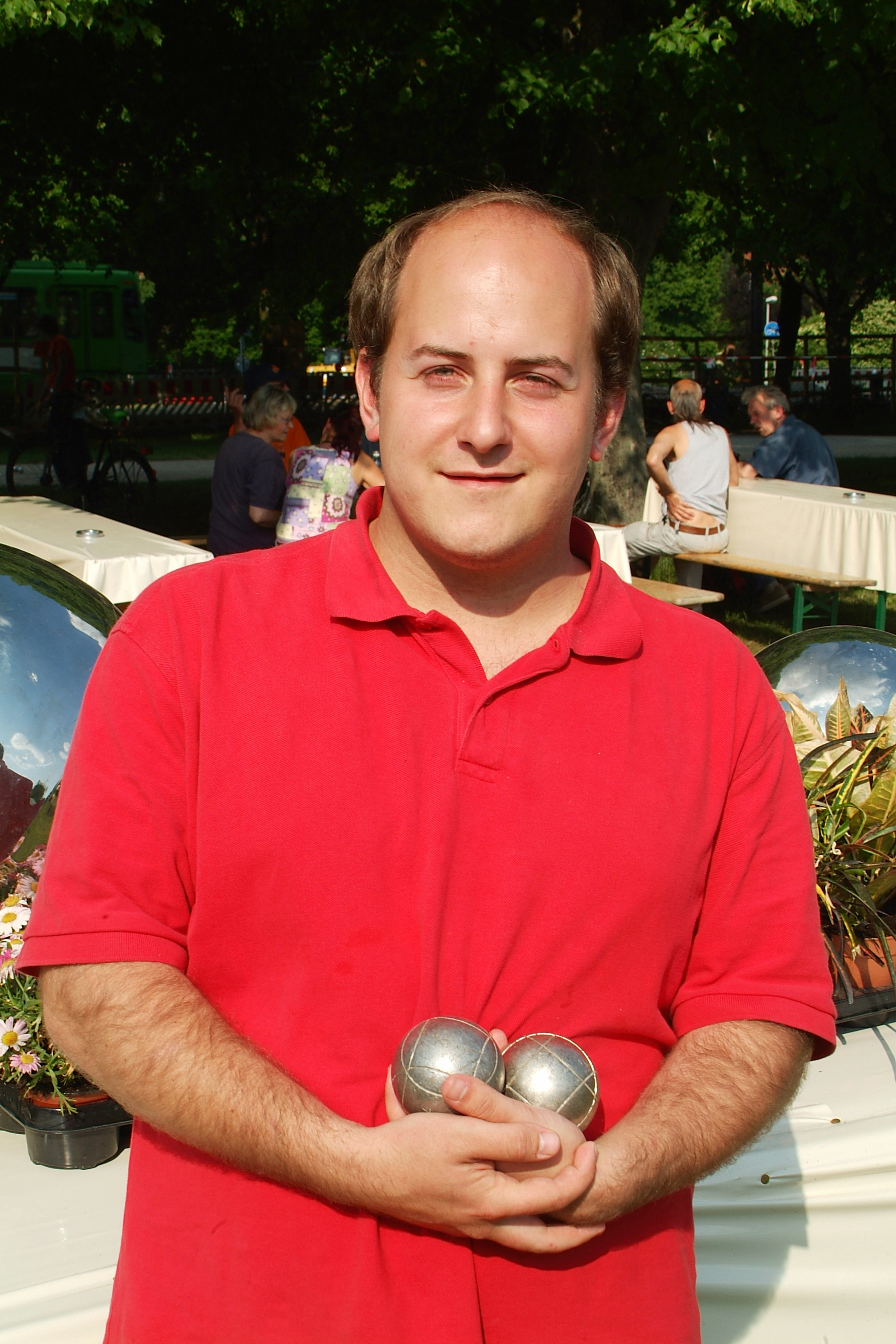
Till-Vincent Goetzke (2012) – Deutscher Meister 2014, 2018, 2021

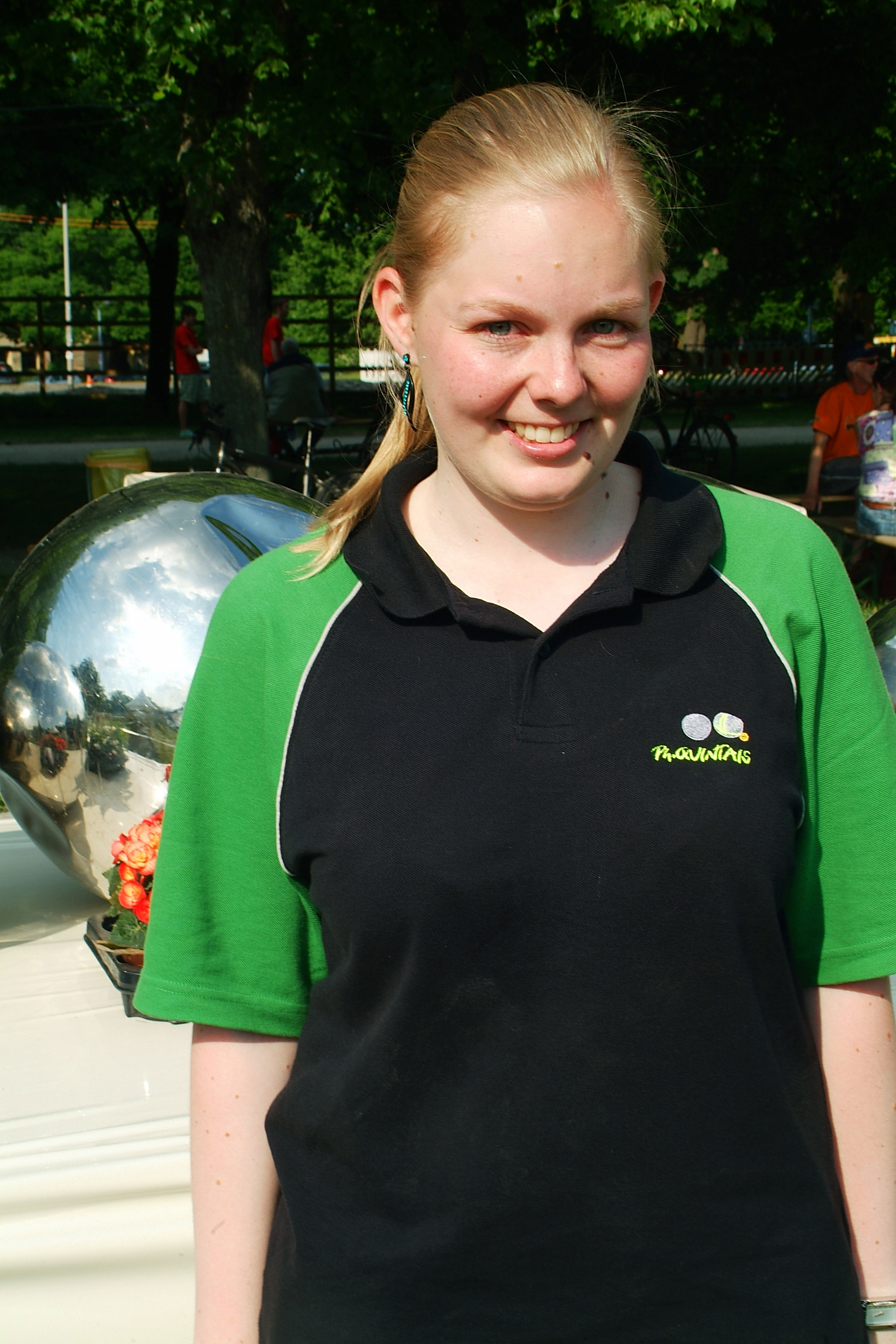
Lea Mitschker (2012) – Deutsche Meisterin 2016

- Jan Garner und Klaus Mohr sind mit je 13 Meisterschaften am Erfolgreichsten.
- Wenige Sportler errangen Siege sowohl bei den Jugendmeisterschaften als auch bei den Meisterschaften der Senioren. Zum Beispiel: Luzia Beil, Muriel Hess, Eileen Jenal, Sascha Koch, Sascha von Pleß und Manuel Strokosch.
- Sascha Löh gewann im Jahr 2000 drei der damals noch insgesamt vier Titel: Deutscher Meister im Triplette, im Doublette und im Tête à tête. Toufik Faci schaffte dies 2018 im Triplette, im Mixte und im Tête à tête.
- Jan Garner gewann als einziger Pétanque-Sportler 12 deutsche Meisterschaften bei den Senioren-Formationen.
- Nur ein Sportler konnte alle 7 verschiedene Titel erringen: Jean-Luc Testas gewann im Triplette, Triplette Ü55, Doublette, im Tête à tête, im Präzäsionsschießen, im Doublette mixte und mit der Mannschaft.
- Jannik Schaake erreichte in der Vorrunde der Jugend-Präzisionsschießen-Meisterschaft 2006 mit 53 Punkten die beste Leistung auf einer deutschen Meisterschaft.[3] 2010 wurde er von Manuel Strokosch mit 58 Punkten überboten.[4]

#### Siegerliste Formationen
202 verschiedene Sportler sind von 1977 bis 2016 Deutsche Pétanque Meister (Formationen bzw. Präzisionsschießen) bei den Senioren geworden. 86 verschiedene Sportler sind bis Mai 2008 Deutsche Pétanque Meister (Formationen bzw. Präzisionsschießen) bei den Jugendmeisterschaften geworden.
| 1977 | Bad Godesberg Remo Rinaldi Martin Ulrich Albert Weingartz                  |                                                                    |                                         |                                                        |                                                                  |
| 1978 | Hochheim Ebi Toepfer Herbert Berg Olaf Fingerhut                           |                                                                    |                                         |                                                        |                                                                  |
| 1979 | Raunheim                                                                   |                                                                    |                                         |                                                        |                                                                  |
| 1980 | Singen Volker Jakobs Walter Stephan Markus Paul                            |                                                                    |                                         |                                                        |                                                                  |
| Jahr | Triplette                                                                  | Doublette                                                          | Tête à tête                             |                                                        |                                                                  |
| 1981 | Saarlouis Michael Hornickel Boris Tsuroupa Harry Tsuroupa                  | Rastatt Michael Hornickel Boris Tsuroupa                           | Rastatt Klaus Puhl                      |                                                        |                                                                  |
| 1982 | Düren Ebi Toepfer Herbert Berg Olaf Fingerhut                              | Raunheim Ebi Toepfer Olaf Fingerhut                                | Raunheim Gunther Schmidt                |                                                        |                                                                  |
| 1983 | Berlin Axel Richter Boris Tsuroupa Gerd Lennemann                          | Rastatt Jörg Walter Norman Maurer                                  | Rastatt Boris Tsuroupa                  |                                                        |                                                                  |
| 1984 | Groß-Gerau Michel Latreille Henry Barthillat Christoph Manaranche          | Singen Rosario Italia Herbert Dittgen                              | Saarbrücken Maria Fox                   |                                                        |                                                                  |
| 1985 | Freiburg Frieder Schmidt Uli Koch Eckart Teschner                          | Reutlingen Joachim Barth Oliver Weber                              | Bad Godesberg Peter Merz                |                                                        |                                                                  |
| 1986 | Frankfurt am Main Herbert Dittgen Rosario Italia Christof Maurer           | Durmersheim Klaus Mohr Daniel Perret                               | Groß-Gerau Volker Jakobs                |                                                        |                                                                  |
| 1987 | Berlin Thomas Hoerschgens Hubert Arians Nico Beucker                       | Rastatt Joachim Barth Oliver Weber                                 | Essen Hilmar Lißner                     |                                                        |                                                                  |
| 1988 | Saarbrücken Werner Junge Christian Tanneur Michel Latreille                | Edingen-Neckarhausen Josef Vitello Volker Jakobs                   | Biblis Josef Vitello                    |                                                        |                                                                  |
| 1989 | Durmersheim Albin Raux Bernard Reynier Serge Labatut                       | Groß-Gerau Mihael Budimir Tino Capin                               | St. Wendel Hubert Arians                |                                                        |                                                                  |
| 1990 | Saarbrücken Peter Bopp Tino Capin Norman Maurer                            | Krefeld René Fitsche Christian Hempel                              | Völklingen Ralf Schneider               |                                                        |                                                                  |
| 1991 | Reutlingen Dirk Schmitz Rosario Italia Sascha Löh                          | Völklingen Hubert Arians Norman Maurer                             | Rastatt Rudi Eberle                     |                                                        |                                                                  |
| 1992 | Saarwellingen Thomas Gehrt Thomas Hoerschgens Christopher Czarnetta        | Rastatt Lara Piezzi Djilali Harrag                                 | Ahlen Andreas Globig                    |                                                        |                                                                  |
| 1993 | Durmersheim Dirk Schmitz Rosario Italia Sascha Löh                         | Weingarten Klaus Kalthoff Oliver Weber                             | Furth im Wald Michael Moos              |                                                        |                                                                  |
| 1994 | Freiburg Valentin Koffi Klaus Mohr Malte Berger                            | Warendorf Valentin Koffi Klaus Mohr                                | Weinheim Phau van Dang                  |                                                        |                                                                  |
| 1995 | Saarbrücken Valentin Koffi Klaus Mohr Malte Berger                         | Braunschweig Musa Cebe Hubert Cervantes                            | Osterholz Michael Schmidt               |                                                        |                                                                  |
| Jahr | Triplette                                                                  | Doublette                                                          | Tête à tête                             | Mixte                                                  |                                                                  |
| 1996 | Rastatt Jörg Gehrke Tino Capin Christian Hempel                            | St. Wendel Hubert Arians Christopher Czarnetta                     | Crumstadt Christian Kalms               | Biberach an der Riß Erika Klassen Volker Jakobs        |                                                                  |
| 1997 | Durmersheim René Fitsche Jean-Pierre Tsuroupa Boris Tsuroupa               | Coesfeld Hubert Arians Christopher Czarnetta                       | Schwabmünchen Klemens Mattes            | Saarwellingen Julia Bichel Christopher Czarnetta       |                                                                  |
| 1998 | Saarbrücken Klaus Mohr Malte Berger Moumouni Fofana                        | Aschaffenburg Stephan Bayer Kim Rieger                             | Düren Michael Schmidt                   | Furth im Wald Natascha Sieling Amanie Kablan           |                                                                  |
| 1999 | Rastatt Klaus Mohr Malte Berger Amanie Kablan                              | Völklingen Tino Capin Christian Hempel                             | Essingen Marco Ripanti                  | Osterholz Sarah Orth Thomas Schwander                  |                                                                  |
| 2000 | Darmstadt Oliver Mohr Dirk Hoppe Sascha Löh                                | Saarbrücken Sascha Löh Dirk Hoppe                                  | Gründau Sascha Löh                      | Friedrichshafen Auguste Funken Thomas Heske            |                                                                  |
| 2001 | Eggenstein Oliver Mohr Gérard Adams Sascha Löh                             | Rockenhausen Nikolaj Kirchhof Wolfgang Arnold                      | Waldmohr Rainer Caliebe                 | Saarwellingen Sonja Reiss Thomas Langguth              |                                                                  |
| 2002 | Sattelbach Musa Cebe Patrick Abdelhak Frank Müller                         | Reutlingen Detlev Krieger Achim Langhammer                         | Bornheim Sascha von Pless               | Ottersheim Dagmar Wucherpfennig Jan Garner             |                                                                  |
| Jahr | Triplette                                                                  | Doublette                                                          | Tête à tête                             | Mixte                                                  | Triplette-Frauen                                                 |
| 2003 | Düsseldorf Frank von Pless Sascha von Pless Jan Garner                     | Schwabmünchen Sascha Koch Michael Schmidt                          | Grünwinkel Rosario Italia               | Otterbach Annick Hess Christian Tanneur                | Rockenhausen Christiane Negrelli Sabine Amelung                  |
| 2004 | Rastatt Christopher Bognon Steffen Kleemann Hannes Bloch                   | Mannheim-Käfertal Sascha Koch Michael Schmidt                      | Waldmohr Jean-Luc Testas                | Paderborn Gudrun Deterding Kim Rieger                  | Schweinfurt Adelheid Raab-Jung Edith Neumeister                  |
| 2005 | Travemünde Ruth Seebach Andreas Globig Nikolaj Kirchhof                    | Hannover Jörg Born Heiko Hahnemann                                 | Ottersheim Sascha von Pless             | Neuffen Lara Eble Sascha Koch                          | Furth im Wald Karin Voigtländer Diane McPeak-Ferkinghof          |
| 2006 | Konstanz Lara Eble Sascha Koch Holger Madsen                               | Rastatt Torsten Prietz Dadine Sidlazara                            | Hanau Boris Tsuroupa                    | Rockenhausen Susanne Fleckenstein Holger Madsen        | Hanau Rita Schneider Edith Paulus Elfi Cordon                    |
| 2007 | Berlin-Kreuzberg Jörg Born Frank Lückert Klaus Mohr                        | Saarwellingen Jan Garner Martin Kuball                             | Schüttorf Stephan Schwitthal            | Schweinfurt Muriel Hess Jean-F. Wittmann               | Öhringen Marita Gebhard Anita-Dolores Barthélemy Julia Würthle   |
| 2008 | Durmersheim Jörg Born Matthias Uhl Klaus Mohr                              | Ottersheim Jan Garner Sascha von Pleß                              | Halle (Saale) Jean-Luc Testas           | Bacharach Sandra Walls Steven Hoffmann                 | Euskirchen Daniela Thelen Ilda Brahm Carolin Birkmeyer           |
| 2009 | Kassel Malte Berger Sascha von Pless Mohamed-Kamel Bourouba                | Bühl Jan Garner Martin Kuball                                      | Halle (Saale) Jean-Luc Testas           | Achern Natascha Denzinger Jean-Luc Testas              | Straubing Carsta Glaser Sabine Amelung Heide Loebers             |
| 2010 | Edingen-Neckarhausen Malte Berger Sascha von Pless Mohamed-Kamel Bourouba  | Bornheim Jean-Luc Testas Burkhard Rudolph                          | Dresden Abdelkader Amrane               | Neunkirchen-Seelscheid Ulrike Herbst Abdelkader Amrane | Heubach Susanne Fleckenstein Annalena Szigeth Muriel Hess        |
| 2011 | Rockenhausen Alexander Streise Marcell Kunz Shemsedin Berisha              | Duisburg-Homberg Benjamin Lehmann Steffen Kleemann                 | Rastatt Toufik Faci                     | Stuttgart Muriel Hess Niclas Zimmer                    | Mülheim/Ruhr Beate Hogh Annet Sturz Edith Neumeister             |
| 2012 | Tromm Sebastien Rayne Christophe Barraquier Klaus Mohr                     | Neuffen Jean-Luc Testas Burkhard Rudolph                           | Sankt Wendel Toufik Faci                | Schleswig Annet Sturz Toufik Faci                      | Leipzig Ana Isabel Casado Julia Reimers Marie Vormann            |
| 2013 | Hamburg Christopher Czarnetta Kim Rieger Dennis Wagner                     | Tromm Jan Garner Mahmut Tufan                                      | Saarwellingen Sascha Löh                | Halle/Saale Muriel Hess Niclas Zimmer                  | Mülheim/Ruhr Indra Waldbüßer Muriel Hess Carolin Birkmeyer       |
| 2014 | Neunkirchen-Seelscheid Philippe Jankowski Burkhard Rudolph Jean-Luc Testas | Stuttgart Till-Vincent Goetzke Daniel Reichert                     | Furth im Wald Jan Garner                | Grünwinkel Heike Raab-Faci André Skiba                 | Recklinghausen Indra Waldbüßer Muriel Hess Carolin Birkmeyer     |
| 2015 | Karlsruhe Mika Everding Sascha von Pleß Dominique Tsuroupa                 | Hallo Tehina Anania Manuel Strokosch                               | Tromm Anthony Caquelard                 | Schüttdorf Simone Klöpfer Jens-Christian Beck          | Mülheim/Ruhr Luzia Beil Dominique Probst Stefanie Schwarzbach    |
| 2016 | Saarlouis Mika Everding Sascha von Pleß Dominique Tsuroupa                 | Rockenhausen Joel Albiger Jonathan Albiger                         | Neunkirchen-Seelscheid Daniel Orth      | Tromm Susanne Fleckenstein Diol Abdoulaye              | Sankt Wendel Daniela Volpini Birgit Schüler Lea Mitschker        |
| 2017 | Schüttorf Sylvain Ramon Marco Lonken Michael Klein                         | Tromm Robin Stentenbach Geert Peers (Nachträglich disqualifiziert) | Ensdorf Robin Stentenbach               | Berlin-Tegel Simone Klöpfer Jens-Christian Beck        | Horb Susanne Fleckenstein Dominique Probst Jennifer Schüler      |
| 2018 | Berlin-Tegel Philipp Niermann Marco Schumacher Toufik Faci                 | Schüttdorf Till-Vincent Goetzke Daniel Reichert                    | Tromm Toufik Faci                       | Diefflen Anna-Maria Bohnhoff Toufik Faci               | Wiedensahl Anja Deubel Carsta Glaser Dagmar Knobloch             |
| 2019 | Bad Pyrmont Robin Stentenbach Florian Korsch Moritz Rosik                  | Berlin-Tegel Boris Tsuroupa Dominique Tsuroupa                     | Tromm Jan Garner                        | Tromm Mercedes Lehner André Skiba                      | Schüttorf Eileen Jenal Melody Berger Mercedes Lehner             |
| 2020 | Infolge der COVID-19-Pandemie entfallen                                    | Infolge der COVID-19-Pandemie entfallen                            | Infolge der COVID-19-Pandemie entfallen | Infolge der COVID-19-Pandemie entfallen                | Infolge der COVID-19-Pandemie entfallen                          |
| 2021 | Tromm Marco Schumacher Till-Vincent Goetzke Jan Garner                     | Infolge der COVID-19-Pandemie entfallen                            | Infolge der COVID-19-Pandemie entfallen | Diefflen Tess Hauptvogel Matthias Laukart              | Mannheim-Feudenheim Luzia Beil Dominique Probst Celine Gauer     |
| 2022 | Ensdorf Pascal Keller Jannik Schaake Sascha Wagner                         | Mannheim-Käfertal Marco Schumacher Jan Garner                      | Fürth Jan Garner                        | Tromm Lara Koch Sascha Koch                            | Nordhorn Gisela Hintzmann Sigrid Garner Dorothea Löwer           |
| 2023 | Berlin-Tegel Mika Everding Sascha von Pleß Dominique Tsuroupa              | Rastatt Marco Schumacher Jan Garner                                | Tromm Jannik Schaake                    | Tromm Verena Gabe Daniel Reichert                      | Kamen Anita-Dolores Barthélemy Ildiko Szabo Sabrina Detant       |
| 2024 | Bad Pyrmont Robin Stentenbach Matthias Laukart Sönke Backens               | Achern Sascha Löh Moritz Rosik                                     | Ensdorf Torsten Lay                     | Düsseldorf Anjaratiana Rabearisoa Christophe Riff      | Berlin-Tegel Britt Ulrich Daniela Schupp Bianca Schulte          |
| 2025 |                                                                            |                                                                    |                                         | Düsseldorf Eileen Jenal Justin Neu                     | Neuhausen (Enzkreis) Laura Bartels Katrin Pfeiffer Martina Theil |

#### Siegerliste Präzisionsschießen
Das Präzisionsschießen (fr.: Tir der precision) wird als deutsche Meisterschaft der Senioren seit 2002 und bei den Frauen seit 2017 ausgetragen.
| Jahr | Ort                                     | Männer           | Ort                 | Frauen                   |
| ---- | --------------------------------------- | ---------------- | ------------------- | ------------------------ |
| 2002 | Bornheim                                | Kim Rieger       |                     |                          |
| 2003 | Grünwinkel                              | Timo Messmer     |                     |                          |
| 2004 | Waldmohr                                | Sascha Koch      |                     |                          |
| 2005 | Ottersheim                              | Albin Raux       |                     |                          |
| 2006 | Hanau                                   | Micha Abdul      |                     |                          |
| 2007 | Schüttorf                               | Hans-Joachim Neu |                     |                          |
| 2008 | Halle (Saale)                           | Jean-Luc Testas  |                     |                          |
| 2009 | Halle (Saale)                           | Zeki Egin        |                     |                          |
| 2010 | Dresden                                 | Zeki Egin        |                     |                          |
| 2011 | Rastatt                                 | Niclas Zimmer    |                     |                          |
| 2012 | Sankt Wendel                            | Niclas Zimmer    |                     |                          |
| 2013 | Saarwellingen                           | Frank Maurer     |                     |                          |
| 2014 | Furth im Wald                           | Jens Riedel      |                     |                          |
| 2015 | Tromm                                   | Daniel Dalein    |                     |                          |
| 2016 | Neunkirchen-Seelscheid                  | Raphael Gharany  |                     |                          |
| 2017 | Ensdorf                                 | Pascal Müller    | Horb                | Dominique Probst         |
| 2018 | Tromm                                   | Oscar Hodonou    | Wiedensahl          | Gudula Hammer            |
| 2019 | Tromm                                   | Michael Daltung  | Schüttorf           | Anita-Dolores Barthélemy |
| 2020 | Infolge der COVID-19-Pandemie entfallen | -                | -                   | -                        |
| 2021 | Infolge der COVID-19-Pandemie entfallen | -                | Mannheim-Feudenheim | Natascha Sieling         |
| 2022 | Nordhorn                                | Manuel Strokosch | Horb                | Corinna Mielchen         |
| 2023 | Tromm                                   | Christophe Riff  | Kamen               | Carolin Birkmeyer        |
| 2024 | Ensdorf                                 | Christophe Riff  | Berlin-Tegel        | Eileen Jenal             |

### Meister Ü55
Die Meisterschaften Ü55 fand 2007 zum ersten Mal statt, teilnahmeberechtigt sind Pétanque-Spieler die im jeweiligen Jahr mindestens 56 Jahre sind oder werden.
Es sind 64 Teams startberechtigt, Qualifikation und Austragung wie bei den Wettbewerben der Senioren. Rolando Jecle ist mit fünf Siegen in Folge bisher erfolgreichster Teilnehmer.

#### Siegerliste
| Jahr | Ort           | Meister                                                |
| ---- | ------------- | ------------------------------------------------------ |
| 2007 | Gründau       | Günter Lünstedt, Horst-Dieter Sieling, Norbert Asseier |
| 2008 | Lintorf       | Detlev Krieger, Mahmoud Tabrizi, Rolando Jecle         |
| 2009 | Schüttorf     | Jaques Grimaldi, Patrik Schwebel, Rolando Jecle        |
| 2010 | Gründau       | Klaus Eschbach, Klaus Mohr, Rolando Jecle              |
| 2011 | Brackwede     | Klaus Eschbach, Klaus Mohr, Rolando Jecle              |
| 2012 | Grünwinkel    | Klaus Eschbach, Klaus Mohr, Rolando Jecle              |
| 2013 | Essen-Kettwig | Hellmuth Platz, Karl-Heinz Wied, Albin Raux            |
| 2014 | Mülheim/Ruhr  | Giuseppe Raimondo, René Trimborn, Rosario Italia       |
| 2015 | Tromm         | Joao Fernandes, Volker Jakobs, Klaus Mohr              |
| 2016 | Furth im Wald | Daniel Härter, Peter Weise, Jean-Luc Testas            |
| 2017 | Neuffen       | Daniel Härter, Peter Weise, Jean-Luc Testas            |
| 2018 | Tromm         | Jacques Wolf, Sylvain Haritonidis, Rosario Italia      |
| 2019 | Neuffen       | Werner Janzer, Lothar Fetzner, Gerhard Polzer          |
| 2020 | -             | -                                                      |
| 2021 | Berlin-Tegel  | Boris Tsuroupa, Jean François Mores, Laurent Brizard   |
| 2022 | Neuffen       | Jörg Fuchs, Andreas Schröder, Herbert Fontaine         |
| 2023 | Ensdorf       | Thomas Gietmann, Bernd Lubitz, Berthold Ulrich         |
| 2024 | Ensdorf       | Wolfgang Düsterhöft, Reinhard Steffen, Martin Schwarz  |

### Jugend-Meisterschaften
Die deutschen Jugendmeisterschaften werden seit 1995 ausgetragen. An ihr können alle Jugendlichen mit einer gültigen DPV-Lizenz teilnehmen.
Sie wird in folgenden Altersgruppen ausgetragen
- Minimes (bis 11 Jahre)
- Cadets (12 bis 14 Jahre)
- Juniors (15 bis 17 Jahre)
- Espoirs (18 bis 22 Jahre)

Stichtag für die Zugehörigkeit zu einer Altersgruppe ist der 31. Dezember.
Bei altersgemischten Mannschaften bestimmt der älteste Spieler die Zugehörigkeit zur Altersgruppe.
Es wird Triplette gespielt.
Der Spielmodus ist von der Teilnehmerzahl abhängig.

#### Erfolgreiche Sportler
Anna Nguyen ist mit 8 Jahren die bisher jüngste Deutsche Meisterin in der Geschichte des Deutschen Petanque-Verbandes.
Eileen Jenal gewannen mit 4 Titeln die meisten Jugend-Meisterschaften in der Formation.

#### Siegerliste Formationen (U23, U18, U15, U12)
| Jahr | Ort                                     | Espoirs (U23)                                        | Juniors (U18)                                                                                               | Cadets (U15)                                                                                             | Minimes (U12)                                           |
| ---- | --------------------------------------- | ---------------------------------------------------- | --- | --- | ------------------------------------------------------- |
| 1995 | Crumstadt                               |                                                      | Max Teufel Cedric Schubert Patrick Fagour                                                                   | Yvonne Maser Ralf Hund Tim Witt                                                                          | Marco Italia Claude Galand Philippe Haeflinger          |
| 1996 | Bamberg                                 |                                                      | Daniela Thelen Thomas Thelen Dennis Kirchhoff                                                               | Daniel Cordon David Merz Dominic Maugeais                                                                | Christian Brosé Patrick Zachler Svenja Geier            |
| 1997 | Sattelbach                              |                                                      | Sven Guillemoz Deniz Yetmez Zafer Kulualp                                                                   | Anna-Lena Ludwig Binh La Dinh Carlo Tran                                                                 | Katrin Schweiger Rudi Tran Martin Ludwig                |
| 1998 | Waldmohr                                |                                                      | Anna-Lena Ludwig Sascha Koch Christian Hennekemper                                                          | Christopher Ress Daniel Sester Tim Witt                                                                  | Manuel Grüner Jens Grüner Julien Gasc                   |
| 1999 | Duisburg                                |                                                      | Golo-Sung Haarmeyer Sascha von Pless Sebastian Bergob                                                       | Ekk Witchow Sabrina Stratmann Kristina Stratmann                                                         | Julia Bohnert Katharina Bohnert Daniel Orth             |
| 2000 | Hungen                                  |                                                      | Sascha von Pless Daniel Sester Jan-Hendrick Kann                                                            | Julien Gasc Moritz Naber Jonas Steinhauser                                                               | Sven Heil Christian Fröhlich Christoph Breithaupt       |
| 2001 | Linkenheim                              |                                                      | Sascha von Pless Daniel Sester Dominique Tsuroupa                                                           | Marcel Abdelhak Manuel Grüner Jens Grüner                                                                | Sven Heil Christian Fröhlich Christoph Breithaupt       |
| 2002 | Mannheim                                |                                                      | Hans-Joachim Neu Christian Blass Erik Heyden                                                                | Moritz Naber Richard Glattfelder Daniel Orth                                                             | Marc Grüner Melanie Wagner Colin Aßmuß                  |
| 2003 | Ottersheim                              |                                                      | Richard Glattfelder Julien Gasc Patrick Béton                                                               | Patrick Fahner Julia Würthle Sascha Wagner                                                               | Colin Aßmuß Christian Wedel Colleen Aßmuß               |
| 2004 | Scheidt                                 |                                                      | Steffen Lethmathe Hannes Möllers Fabian Schneider                                                           | Christopher Reduth Nico Schmider Lukas Hirte                                                             | Sascha Rosentritt Alexander Spitzenpfeil Johannes Mayer |
| 2005 | Grünwinkel                              |                                                      | Lukas Hirte Christopher Reduth Nico Schmider                                                                | Marcel Raab Dominik Raab Alexander Steinle                                                               | Sascha Rosentritt Maximilian Borst Michael Ditterich    |
| 2006 | Berlin                                  |                                                      | Martin Mahler Nico Schmider Lukas Hirte                                                                     | Björn Kessler Wolfgang Ditterich Johannes Erb                                                            | Nils Bohlen Marius Birkenfeld Richard Zill              |
| 2007 | Dreieich                                |                                                      | David Bourdoux Frank Maurer Niclas Zimmer                                                                   | Wolfgang Ditterich Michael Ditterich Maximilian Borst                                                    | Lorenz Buse Dustin Graetz Luis Maecker                  |
| 2008 | Coesfeld                                |                                                      | Martin Mahler Niclas Zimmer Frank Maurer                                                                    | Annalena Szigeth Tehina Anania Oliver Leitzbach                                                          | Caterina Szigeth Marcello Vittadello Marius Stöckle     |
| 2009 | Schüttorf                               |                                                      | Tehina Anania Pascal Keller Daniel Schurr                                                                   | Jonas Möslein Elena Siebentritt Michael Ditterich                                                        | Hanh Nguyen Anna Nguyen Lisa Klapdor                    |
| 2010 | Villingen-Schwenningen                  |                                                      | Mika Everding Patrick Jochum Manuel Strokosch                                                               | Simon Striegel Lasse Mayer Dominique Trouillard                                                          | Maurice Racz Eileen Jenal Sven Laube                    |
| 2011 | Straubing                               |                                                      | Team 1: Robin Fritzsche André Skiba Christian Faimann Team 2: Simon Striegel Tehina Anania Manuel Strokosch | Team 1: Ann-Katrin Weißbäcker Luis Maecker Lorenz Buse Team 2: Jannik Weis Timo Ehrhardt Florian Kallina | Maxim Heblich Daniel Burkardsmaier Maurice Racz         |
| 2012 | Ratingen-Lintorf                        |                                                      | Moritz Leibelt Niklas Flocken Vincent Probst                                                                | Kai Schmidt Ron Reinert Sabrina Royer                                                                    | Lara Kubatlija Brian Engel Paul Bonifer                 |
| 2013 | Mannheim-Käfertal                       |                                                      | Julia Reimers Lasse Stentenbach Carl Rost                                                                   | Anna D'anna Daniel Burkardsmaier Eileen Jenal                                                            | Louis Hahn Alexander Hellermann Philipp Schäuffler      |
| 2014 | Berlin-Tegel                            |                                                      | Nico Lamm Luis Maecker Temur Kurbanov                                                                       | Daniel Burkardsmaier Justin Neu Maurice Racz                                                             | Sarah Royer Leah Koch Tobias Greuling                   |
| 2015 | Edingen-Neckarhausen                    | Christoph Probst Sascha Rosentritt Christian Faimann | Paul Franke Jan-Philip Krug Jennifer Schüler                                                                | Silvana Lichte Anna Nguyen Jasper Schlüpen                                                               | Leander Becker Hannes Eberspach Alexander Fuchs         |
| 2016 | Tromm                                   | Manuel Strokosch Alex Baumann Jan Laube              | Dominique Probst Luzia Beil Filip Dudaric                                                                   | Louis Striffler Björn Schwortschik Tristan Frenz                                                         | Elias Kulinna Mathis Schulz Luca Jöris                  |
| 2017 | Ratingen-Lintorf                        | Christoph Probst Vincent Probst Paul Möslein         | Sebastian Junique Daniel Burkardsmaier Luca Nava                                                            | Mercedes Lehner Levi Pfeffinger Louis Strifler                                                           | Alexander Hein Maria Hein Hannes Eberspach              |
| 2018 | Ettenheim                               | André Skiba Leon Gotha-Jecle Marco Kowalski          | Paul-Lennart Kruck Sophie-Oyu Maas Quentin Nitsch                                                           | Luca Jöris Mathis Schulz Fabio Trampler                                                                  | Alexander Hein Maria Hein Mara Latsch                   |
| 2019 | Diefflen                                | Leon Gotha-Jecle Eileen Jenal Marco Kowalski         | Silvana Lichte Gabriel Huber Leander Becker                                                                 | Matthias Weiß Julian Gammer Tobias Moritz                                                                | Annika Heine Lukas Maier Samuel Saum                    |
| 2020 | Infolge der COVID-19-Pandemie entfallen | -                                                    | - | - | -                                                       |
| 2021 | Rastatt                                 | Daniel Burkardsmaier Eileen Jenal Aaron Bales        | Luca Jöris Mathis Schulz Fabio Trampler                                                                     | Matthias Weiß Oskar Fitz Tobias Moritz                                                                   | Lukas Maier Luca Pelikan Jakob Uhrig                    |
| 2022 | Berlin-Tegel                            | Dominique Probst Gabriel Huber Ben Weiland           | Jorik Hock Carlotta Müller Victor Pfortner                                                                  | Jerôme-Dai Tran Pascal-Dat Tran Jadon-Minh Tran                                                          | Levi Croissant Ben Stark Charlotte Lanzalaco Robin Haug |
| 2023 | Rüsselsheim                             | Finn Ochsenreiter Leander Becker Valentin König      | Victor Pfortner Tobias Moritz Oskar Fitz                                                                    | Luca Pelikan Lucas Machauer Jerome-Dai Tran                                                              | Raheel Ali Sharjeel Ali Theo Schäfer                    |
| 2024 | Essen                                   | Finn Ochsenreiter Leander Becker Carl Mittrach       | Victor Pfortner Tobias Moritz Oskar Fitz                                                                    | Luca Pelikan Lucas Machauer Lukas Maier                                                                  | Fiaona Butterling Noea Hamion Colin Kumbera             |

#### Siegerliste Präzisionsschießen (U18, U23)
Das Präzisionsschießen (fr.: Tir der precision) wird als deutsche Meisterschaft bei den Jugendmeisterschaften (U18) seit 2005 ausgetragen, bei den Espoirs (U23) seit 2018.
| Jahr | Ort                                     | Jugend (U18)      | Espoirs (U23)     |
| ---- | --------------------------------------- | ----------------- | ----------------- |
| 2005 | Grünwinkel                              | Muriel Hess       |                   |
| 2006 | Berlin                                  | Frank Maurer      |                   |
| 2007 | Dreieich                                | Zeki Egin         |                   |
| 2008 | Coesfeld                                | Niclas Zimmer     |                   |
| 2009 | Schüttorf                               | Manuel Strokosch  |                   |
| 2010 | Villingen-Schwenningen                  | Manuel Strokosch  |                   |
| 2011 | Straubing                               | Christian Faimann |                   |
| 2012 | Ratingen-Lintorf                        | Michelle Zimmer   |                   |
| 2013 | Mannheim-Käfertal                       | Eileen Jenal      |                   |
| 2014 | Berlin-Tegel                            | Temur Kurbanov    |                   |
| 2015 | Edingen-Neckarhausen                    | Jennifer Schüler  |                   |
| 2016 | Tromm                                   | Luzia Beil        |                   |
| 2017 | Ratingen-Lintorf                        | Dominique Probst  |                   |
| 2018 | Ettenheim                               | Valentin König    | André Skiba       |
| 2019 | Diefflen                                | Justin Neu        | Leon Gotha-Jecle  |
| 2020 | Infolge der COVID-19-Pandemie entfallen | -                 | -                 |
| 2021 | Rastatt                                 | Justin Neu        | Sebastian Junique |
| 2022 | Berlin-Tegel                            | Justin Neu        | Sebastian Junique |
| 2023 | Rüsselsheim                             | Tobias Moritz     | Justin Neu        |
| 2024 | Essen                                   | Emil Crossaint    | Ben Weiland       |

#### Siegerliste Pointeure (U18, U23)
Der Wettbewerb der Pointeure wird als deutsche Meisterschaft bei den Jugendmeisterschaften (U18) seit 2015 ausgetragen und seit 2018 der Espoirs (U23).
| Jahr | Ort                                     | Jugend (U18)         | Espoirs (U23)        |
| ---- | --------------------------------------- | -------------------- | -------------------- |
| 2015 | Edingen-Neckarhausen                    | Sven Laube           |                      |
| 2016 | Tromm                                   | Sabrina Royer        |                      |
| 2017 | Ratingen-Lintorf                        | Leon Gotha-Jecle     |                      |
| 2018 | Ettenheim                               | Daniel Burkardsmaier | Paul Möslein         |
| 2019 | Diefflen                                | Justin Neu           | Daniel Burkardsmaier |
| 2020 | Infolge der COVID-19-Pandemie entfallen | -                    | -                    |
| 2021 | Rastatt                                 | Justin Neu           | Daniel Burkardsmaier |
| 2022 | Berlin-Tegel                            | Carl Mittrach        | Leander Becker       |
| 2023 | Rüsselsheim                             | Annika Heine         | Daniel Burkardsmaier |
| 2024 | Essen                                   | Malte Zimmer         | Leander Becker       |

### Mannschaften
Mannschaften bestehen aus mehreren Formationen. In Deutschland gibt es als Mannschaftsmeisterschaften, die deutsche Mannschaftsmeisterschaft seit 1995 (seit 2007 als Pétanque-Bundesliga), den Länderpokal und das Jugendmasters.

#### Mannschaftsmeister
Rekordtitelträger ist Düsseldorf sur place, sie wurden 6-mal deutscher Mannschaftsmeister.
| Jahr | Ort        | Verein                                  | Mannschaft |
| ---- | ---------- | --------------------------------------- | --- |
| 1995 | Offenburg  | Boule Club 'La Fanny Joyeuse' Tübingen  | |
| 1996 | Offenburg  | Altonaer Boule Club Hamburg             | Malte Berger, Hervé Dieu, Gösta Kirchner, Reinhart Müller, Torsten Prietz, Manfred Zenker                                                                                                   |
| 1997 | Bochum     | Altonaer Boule Club Hamburg             | Malte Berger, Hervé Dieu, Bernd Ehemann, Moumouni Fofana, Reinhart Müller, Torsten Prietz                                                                                                   |
| 1998 | Bochum     | Altonaer Boule Club Hamburg             | Uli Brahe, Hervé Dieu, Joao Fernandes, Ralf Glauch, Reinhart Müller, Torsten Prietz |
| 1999 | Bochum     | Düsseldorf sur place                    | Hubert Arians, Malte Berger, Nico Beucker, Christopher Czarnetta, Tim Flasbeck, Thomas Hoerschgens, Wolfgang Niermann                                                                       |
| 2000 | Hungen     | KSV Gersweiler                          | |
| 2001 | Hungen     | KSV Gersweiler                          | |
| 2002 | Hungen     | Düsseldorf sur place                    | Malte Berger, Nico Beucker, Christopher Czarnetta, Kamel Bourouba, Kim Rieger, Lars Przystupa, Klemens Mattes                                                                               |
| 2003 | Gersweiler | SV Odin Hannover                        | Jan Garner, Sascha von Pless, Bernd Hoffmann, Marcel Franke, Marc May, Frank von Pless |
| 2004 | Gersweiler | SV Odin Hannover                        | Jan Garner, Bernd Hoffmann, Marc May, Martin Kubal, Sascha von Pless, Marco Schumacher, Marcel Franke                                                                                       |
| 2005 |            | Düsseldorf sur place                    | |
| 2006 | Gersweiler | 1. Pétanque Club Viernheim              | Jan Behrendt, Florian Hennekemper, Lara Koch, Sascha Koch, Heiko Meckler, Michael Schmidt, Ronald Schraml, Michael Tekath                                                                   |
| 2007 | Kassel     | Boule Club Sandhofen (Mannheim)         | Susanne Fleckenstein, Ellen Krieger, Michel Lauer, Detlev Krieger, Philipp Geis, Jannik Schaake, Holger Madsen, Wilfried Klein, Daniel Orth, David Bourdoux                                 |
| 2008 | Hanau      | Boule Club Saarwellingen                | Gudrun Deterding, Johanna Scheuer, Sylvia Klein, Patrice Wolff, Hans-Joachim Neu, Rosario Italia, Sönke Backens, Erik Heyden, Torsten Lay, Marcello Avaria-Espinoza; Coach: Diether Heyden  |
| 2009 |            | Düsseldorf sur place                    | |
| 2010 |            | TSG Weinheim-Lützelsachsen              | |
| 2011 |            | Münchner Kugelwurfunion                 | |
| 2012 |            | VFPS Osterholz-Scharmbeck               | Jan Garner, Carolin Birkmeyer, Pia Weidenhöfer, Bernd Hoffmann, Mahmut Tufan, Sascha von Pless, Horst Weidenhöfer, Gerrit Halbach, Lea Kleinspehn, Olaf Wätjen, Mika Everding, Filip Wätjen |
| 2013 |            | Boule Club Tromm 1997 e. V.             | |
| 2014 |            | Boule Club Tromm 1997 e. V.             | |
| 2015 |            | VFPS Osterholz-Scharmbeck               | |
| 2016 |            | VFPS Osterholz-Scharmbeck               | |
| 2017 |            | BV Ibbenbüren                           | Hermann Streise, Mathias Künnecke, Jennifer Schüler, Erik Groote, Shemsedin Berisha, Bruno Absalon, Alexander Streise, Mark Bouwers, Frank Günther, Coach: Eckhard Schwier                  |
| 2018 |            | BF Malsch                               | Rachid Belhaid, Patricia Stöckbauer, Daniel Härter, Philippe Jankowski, Laurent Diot, Lara Koch, Sascha Koch, Cedric Jankowski, Luciano Testas, Jean-Luc Testas, Sabrina Royer              |
| 2019 |            | Düsseldorf sur place                    | Ewelina Eckl, Anna-Maria Bohnhoff, Malte Berger, Toufik Faci, Moritz Rosik, Soufiane Errichi, Marco Lonken, Mohamed-Kamel Bourouba, Philipp Niermann                                        |
| 2020 |            | Infolge der COVID-19-Pandemie entfallen | - |
| 2021 |            | Düsseldorf sur place                    | Raphael Gharany, Ewelina Eckl, Anna-Maria Bohnhoff, Malte Berger, Toufik Faci, Moritz Rosik, Soufiane Errichi, Marco Lonken, Mohamed-Kamel Bourouba                                         |
| 2022 |            | Pétanqueclub Burggarten Horb            | Frank Maurer, Paul Abraham, Matthias Laukart, Tess Hauptvogel, Uwe Annel, Verena Gabe, Abdoulaye Diol, Sascha Rosentritt, Muriel Hess, Tobias Müller, Daniel Reichert                       |
| 2023 |            | Pétanqueclub Burggarten Horb            | Frank Maurer, Paul Abraham, Matthias Laukart, Tess Hauptvogel, Uwe Annel, Verena Gabe, Abdoulaye Diol, Sascha Rosentritt, Muriel Hess, Tobias Müller, Daniel Reichert                       |
| 2024 |            | Pétanqueclub Burggarten Horb            | Frank Maurer, Matthias Laukart, Tess Hauptvogel, Verena Gabe, Abdoulaye Diol, Sascha Rosentritt, Muriel Hess, Tobias Müller, Daniel Reichert, Peter Frank                                   |

#### Länderpokal

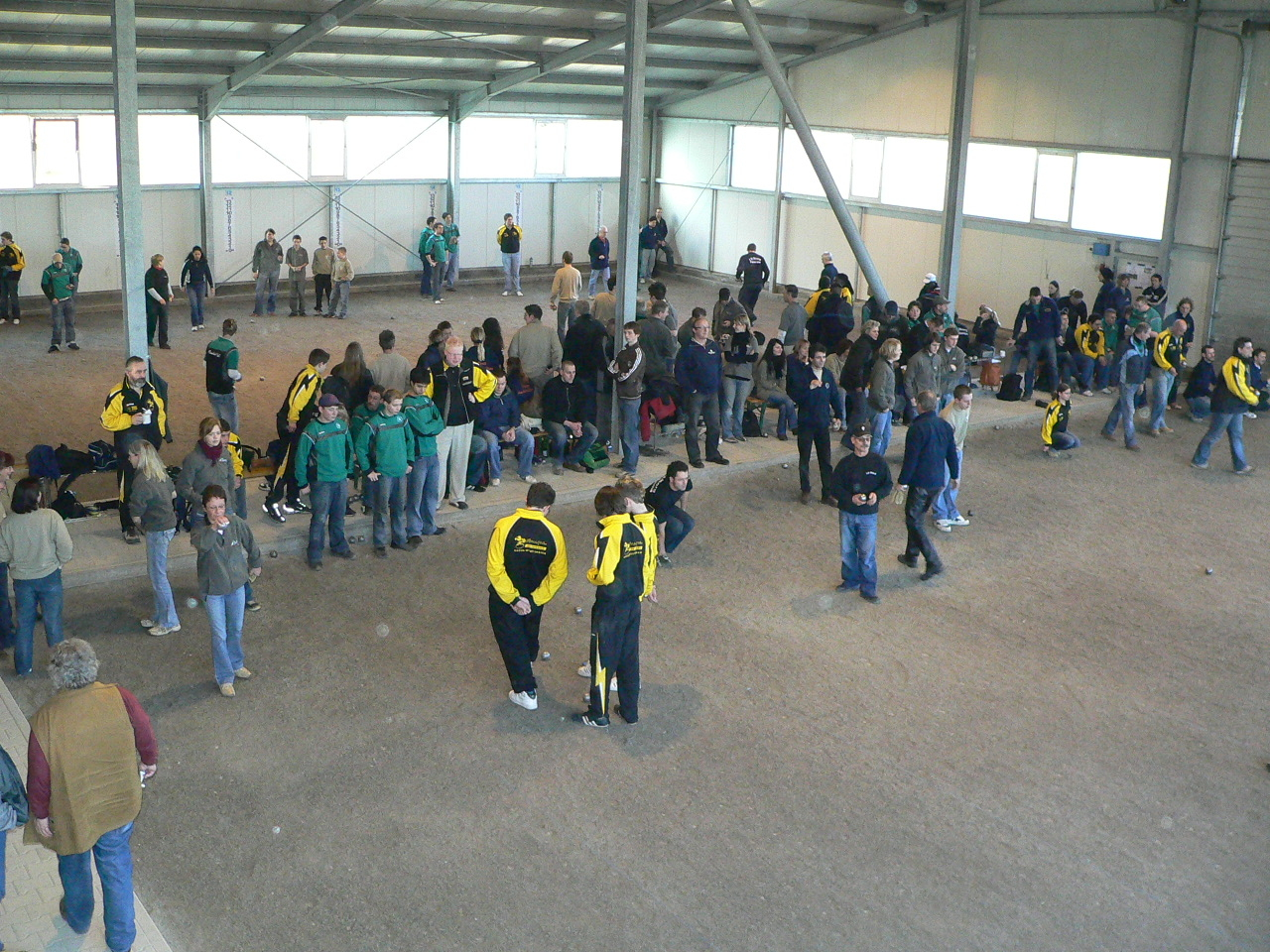
Länderpokal 2007 in Rastatt

Der Deutsche Pétanque Länderpokal ist ein Wettbewerb für Auswahlmannschaften der Landesfachverbände.
Der Deutsche Jugend-Länderpokal heißt seit 2002 Jugend-Ländermasters.
Von jedem Landesfachverband ist eine Mannschaft teilnahmeberechtigt.
Eine Mannschaft besteht aus fünf Triplettes:
- Senioren1
- Senioren2
- Espoirs
- Frauen
- Jugend

Die Espoirs-Mannschaft wurde erstmals 2007 eingeführt, bis 2006 starteten 3 Senioren-Mannschaften.
Seit 2019 gibt es den Länderpokal der Ü55.
„Für jede Triplette können – müssen aber nicht – 4 Spieler gemeldet werden. Der Teamchef/Coach/Trainer kann den 4. Spieler gem. den internationalen Gepflogenheiten während des Spiels einwechseln, und zwar nach einer Aufnahme und während eines Spiels nur einmal.“
Je nach Anzahl der Mannschaften gibt es unterschiedliche Spielsysteme.
Der Wettbewerb findet an zwei Tagen an einem festgelegten Wochenende in einer Pétanquehalle statt, siehe Terminkalender der DPV-Veranstaltungen.

##### Modus Länderpokal
Bei bis zu acht teilnehmenden Teams spielt jede Mannschaft gegen jede. Bei mehr als 8 Mannschaften wird in zwei Gruppen gespielt. „In der Gruppe ‚A‘ spielen die Teams, die im vorangegangenen Jahr die Plätze 1, 3, 5, 7 und 9 belegten, in der Gruppe ‚B‘ Teams von den Plätzen 2, 4, 6, 8 und 10. Die Platzierung des Vorjahres gibt die Startreihenfolge für den Spielrundenplan in den beiden Vorrundengruppen vor.“

##### Die Pokalsieger
Der Boule- und Pétanqueverband Nordrhein-Westfalen e. V. und der Boule, Boccia und Pétanque Verband Baden-Württemberg e. V. gewannen den Pokal je 12×.
| Jahr | Ort                                     | Länderpokalsieger   | Ort        | Länderpokalsieger Ü55 |
| ---- | --------------------------------------- | ------------------- | ---------- | --------------------- |
| 1992 | ?                                       | Nordrhein-Westfalen |            |                       |
| 1993 | Krefeld                                 | Nordrhein-Westfalen |            |                       |
| 1994 | ?                                       | Nordrhein-Westfalen |            |                       |
| 1995 | Offenburg                               | Baden-Württemberg   |            |                       |
| 1996 | Krefeld                                 | Saarland            |            |                       |
| 1997 | ?                                       | Nordrhein-Westfalen |            |                       |
| 1998 | Bochum                                  | Nordrhein-Westfalen |            |                       |
| 1999 | Bochum                                  | Hessen              |            |                       |
| 2000 | Hungen                                  | Nordrhein-Westfalen |            |                       |
| 2001 | Hungen                                  | Nordrhein-Westfalen |            |                       |
| 2002 | Hungen                                  | Nordrhein-Westfalen |            |                       |
| 2003 | Hungen                                  | Nordrhein-Westfalen |            |                       |
| 2004 | Gersweiler                              | Hessen              |            |                       |
| 2005 | Hungen                                  | Baden-Württemberg   |            |                       |
| 2006 | Hungen                                  | Nordrhein-Westfalen |            |                       |
| 2007 | Rastatt                                 | Baden-Württemberg   |            |                       |
| 2008 | Rastatt                                 | Baden-Württemberg   |            |                       |
| 2009 | Osterholz                               | Baden-Württemberg   |            |                       |
| 2010 | Düsseldorf                              | Baden-Württemberg   |            |                       |
| 2011 | Rastatt                                 | Baden-Württemberg   |            |                       |
| 2012 | Düsseldorf                              | Niedersachsen       |            |                       |
| 2013 | Düsseldorf                              | Baden-Württemberg   |            |                       |
| 2014 | Gersweiler                              | Niedersachsen       |            |                       |
| 2015 | Düsseldorf                              | Saarland            |            |                       |
| 2016 | Düsseldorf                              | Baden-Württemberg   |            |                       |
| 2017 | Heerlen                                 | Baden-Württemberg   |            |                       |
| 2018 | Heerlen                                 | Nordrhein-Westfalen |            |                       |
| 2019 | Heerlen                                 | Bayern              | Gersweiler | Nord                  |
| 2020 | Infolge der COVID-19-Pandemie entfallen | -                   | Rastatt    | Nordrhein-Westfalen   |
| 2021 | Ensdorf                                 | Baden-Württemberg   | Diefflen   | Saarland              |
| 2022 | Düsseldorf                              | Bayern              | Rastatt    | Baden-Württemberg     |
| 2023 | Düsseldorf                              | Baden-Württemberg   | Gersweiler | Bayern                |
| 2024 | Gersweiler                              | Baden-Württemberg   | Gersweiler | Saarland              |

### Jugend-Ländermasters

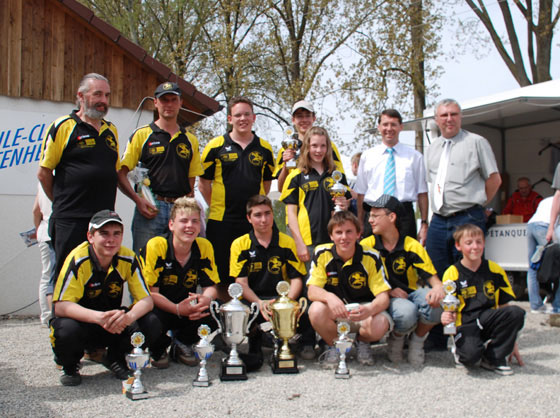
Jugendländermasters 2008 – Sieger U18: Baden-Württemberg

2001 wurde Jugendländerpokal wiederbelebt, der 2002 in Jugend-Ländermasters umbenannt. Das Masters ist ein Wettbewerb von Jugend-Auswahlmannschaften der Landesfachverbände der Juniors (U18) und Cadets(U15) und seit 2017 der Espors (U23).
Jeder Landesverband kann 2 Mannschaften stellen. Je eine Mannschaft bei den Juniors und Cadets. Jede Mannschaft besteht aus 4 Spielern. Es kann ein Ersatzspieler pro Mannschaft benannt werden. Der Ersatzspieler kann nur ab Beginn einer Spielrunde eingesetzt werden. Es werden in jeder Begegnung 1 Tête à tête, 2 Doublettes und 1 Triplette gespielt.

#### Die Sieger
| Jahr | Ort                  | Juniors (U18)       | Cadets (U15)        | Espoirs (U23)     |
| ---- | -------------------- | ------------------- | ------------------- | ----------------- |
| 2001 | Ottersheim           | Bayern              | Baden-Württemberg   |                   |
| 2002 | Coesfeld             | Nordrhein-Westfalen | Rheinland-Pfalz     |                   |
| 2003 | Furth im Wald        | Nordrhein-Westfalen | Nordrhein-Westfalen |                   |
| 2004 | Rastatt              | Baden-Württemberg   | Rheinland-Pfalz     |                   |
| 2005 | Neumünster           | Nordrhein-Westfalen | Baden-Württemberg   |                   |
| 2006 | Crumstadt            | Saarland            | Niedersachsen       |                   |
| 2007 | Schüttorf            | Baden-Württemberg   | Bayern              |                   |
| 2008 | Ettenheim            | Baden-Württemberg   | Baden-Württemberg   |                   |
| 2009 | Dreieichenhain       | Nordrhein-Westfalen | Hessen              |                   |
| 2010 | Huchem-Stammeln      | Nordrhein-Westfalen | Nordrhein-Westfalen |                   |
| 2011 | Rüsselsheim          | Bayern              | Hessen              |                   |
| 2012 | Coesfeld             | Nordrhein-Westfalen | Saarland            |                   |
| 2013 | Oldenburg            | Hessen              | Saarland            |                   |
| 2014 | Ludwigshafen-Oppau   | Hessen              | Saarland            |                   |
| 2015 | Idstedt              | Saarland            | Nord                |                   |
| 2016 | Flörsheim-Dalsheim   | Bayern              | Saarland            |                   |
| 2017 | Aschaffenburg        | Saarland            | Baden-Württemberg   | Bayern            |
| 2018 | Bad Kreuznach        | Bayern              | Rheinland-Pfalz     | Bayern            |
| 2019 | Nordhorn             | Niedersachsen       | Hessen              | Baden-Württemberg |
| 2020 | -                    | -                   | -                   | -                 |
| 2021 | Düsseldorf           | Hessen              | Bayern              | Saarland          |
| 2022 | Bad König            | Bayern              | Baden-Württemberg   | Rheinland-Pfalz   |
| 2023 | Ludwigshafen         | Bayern              | Baden-Württemberg   | Rheinland-Pfalz   |
| 2024 | Bornheim             | Bayern              | Rheinland-Pfalz     | Saarland          |
| 2025 | Bad Münster am Stein | Nordrhein-Westfalen | Rheinland-Pfalz     | Rheinland-Pfalz   |